# Michael Senft
Michael Senft, född den 28 september 1972 i Bad Kreuznach, Tyskland, är en tysk kanotist.
Han tog OS-brons på C-2 i slalom i samband med de olympiska kanottävlingarna 1996 i Atlanta.